# Stanislav Tarasenko
Stanislav Tarasenko (Rusia, 23 de julio de 1966) fue un atleta ruso, especializado en la prueba de salto de longitud en la que llegó a ser subcampeón mundial en 1993.

## Carrera deportiva
En el Mundial de Stuttgart 1993 ganó la medalla de plata en salto de longitud, llegando hasta los 8.16 metros, tras el estadounidense Mike Powell (oro con 8.59 metros) y por delante del ucraniano Vitaliy Kyrylenko (bronce con 8.15 metros).